# 新撰組悲歌
『新撰組悲歌』（しんせんぐみひか）は、1934年（昭和9年）に日本で製作・公開されたサイレント映画である。製作・配給大都映画。

## スタッフ
- 監督 : 益田晴夫
- 原作・脚本 : 河合徳三郎
- 撮影 : 永貞二郎

## キャスト
- 近藤勇 : 海江田譲二
- 沖田総司 : 静房二郎
- 月宮乙女
- 島田文郎
- 大岡怪童